# Мілава (Польща)
Мілава (пол. Miława, нім. Libenau) — село в Польщі, у гміні Тшемешно Гнезненського повіту Великопольського воєводства.
Населення — 91 особа (2011).
У 1975-1998 роках село належало до Бидгощського воєводства.

## Демографія
Демографічна структура станом на 31 березня 2011 року:
|          | Загалом | Допрацездатний вік | Працездатний вік | Постпрацездатний вік |
| -------- | ------- | ------------------ | ---------------- | -------------------- |
| Чоловіки | 47      | 9                  | 34               | 4                    |
| Жінки    | 44      | 8                  | 21               | 15                   |
| Разом    | 91      | 17                 | 55               | 19                   |